# موسیقی لس آنجلس

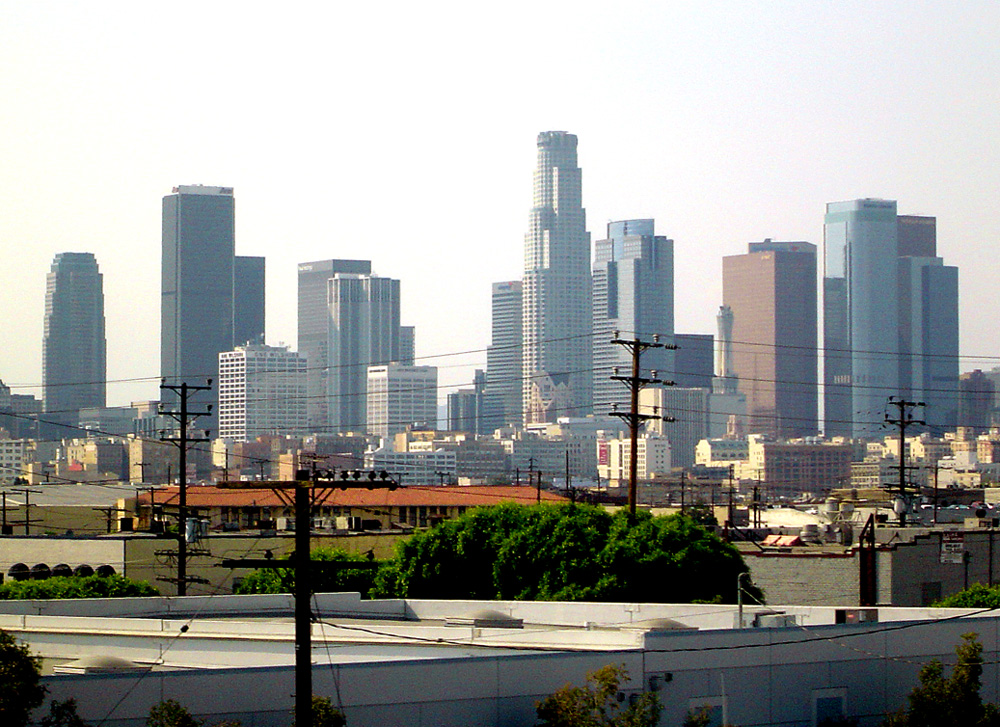
لس آنجلس، کالیفرنیا، ایالات متحده

لس‌آنجلس همان‌گونه که یکی از مهم‌ترین شهرهای جهان در حوزهٔ سینما است، یکی از مهم‌ترین مراکز جهان در تولید و ضبط موسیقی نیز به‌شمار می‌رود. بسیاری از نام‌های شناخته‌شدهٔ لس‌آنجلس مانند کاپیتال رکودرز – که همچون تعدادِ پرشماری آلبوم موسیقی است – به همین امر اختصاص یافته‌است. اِی اَند اِم رکودرز نیز مدت‌ها استدیویی را در بلوار سان‌ست که توسط چارلی چاپلین (که در آن موسیقی فیلم‌های خود را می‌نوشت) بنا شده بود، در اختیار داشت. برادران وارنر هم علاوه بر حضور در صنعت فیلم‌سازی، یک شرکت بزرگ تولید و ضبط موسیقی ایجاد کردند. راینو رکوردز نیز در سوی دیگری از صنعت موسیقی لس‌آنجلس، با جستجو در آرشیو آثار قدیمی و بازتولید آنها به شیوه‌ای نو برای مخاطبان عصر جدید، موجی از بازنشر آثار موسیقی را به وجود آورد.